# Franco-British Aviation
Franco-British Aviation, также FBA — ныне не существующая французская авиастроительная компания, в начале XX века производившая гидросамолеты для ВМС Франции и других государств. В 1934 году приобретена фирмой Bernard.

## История
Компания была основана в 1913 году Луи Шреком и Андре Бомоном. Её головной офис находился в Лондоне, а производственные мощности в окрестностях Парижа, преимущественно в Аржантёйе. Луи Шрек был назначен техническим директором французского филиала.
Первым проектом компании стала доработка корпуса летающей лодки  Donnet-Leveque Type A. Получившийся в результате одномоторный биплан с толкающим винтом был первоначально назван «FBA-Leveque», а позже переименован в «FBA Type A».
Большинство произведенных компанией её модификаций впоследствии использовались странами Антанты: Францией, Великобританией и Российской империей.
Во время Первой мировой войны они выпускались в больших количествах для флотов Союзных держав (в т.ч. Италии), а также производились по лицензии за рубежом.
Россия закупала машины "Type C" со 100-сильным двигателем "Gnome Monosoupape, а также строила их на заводе Лебедева. С 1915 года эти гидропланы заменялись на М-5 конструкции Д.П. Григоровича.
После войны и реорганизации компания из международного предприятия стала сугубо французской и была переименована в Hydravions Louis Schreck FBA. Она по-прежнему выпускала летающие лодки, некоторые модели, например FBA 17, достаточно успешно.
В 1922 году её техническим директором стал Эмиль Помье, разработавший на основе модели FBA 10 несколько новых конструкций. Начиная с FBA 19, устанавливался тянущий винт вместо толкающего.
Однако, вновь добиться коммерческого успеха компании не удалось. Отсутствие заказов, особенно на гражданские модели, в 1931 году привело к остановке завода. В 1934 году, на пике кризиса, он был продан фирме Bernard, которая несколько позже, в свою очередь, также обанкротилась в связи с проведенной французским правительством национализацией авиастроительных фирм.

## Продукция фирмы
| Название   | Тип                                                    | Количество выпущенных | Примечания                                      | Первый полёт | Операторы                                                                            |
| ---------- | ------------------------------------------------------ | --------------------- | ----------------------------------------------- | ------------ | ------------------------------------------------------------------------------------ |
| FBA Type A | одномоторная разведывательная летающая лодка-биплан    |                       | Также именовалась FBA-Leveque                   | 1913         | Франция, Великобритания, Австро-Венгрия, Бразилия, Дания, Италия, Португалия, Россия |
| FBA Type B | одномоторная летающая лодка-биплан                     | 150                   |                                                 | 1915         | Франция, Великобритания                                                              |
| FBA Type C | одномоторная летающая лодка-биплан                     | 78+                   |                                                 | 1916         |                                                                                      |
| FBA Type H | одномоторная летающая лодка-биплан                     |                       |                                                 | 1915         | Франция, Италия, Бельгия                                                             |
| FBA Type S | одномоторная летающая лодка-биплан                     |                       |                                                 | 1917         | США, Бельгия, Югославия                                                              |
| FBA 10     | одномоторная летающая лодка-биплан                     | 2                     |                                                 | 1922         |                                                                                      |
| FBA 11     | одномоторная учебная летающая лодка-биплан             | 1                     | учебная модификация "Type C"                    | 1923         |                                                                                      |
| FBA 13     | одномоторная учебная летающая лодка-биплан             | 1                     |                                                 | 1922         |                                                                                      |
| FBA 14     | одномоторная летающая лодка-биплан                     | 20                    | Развитие учебной "Type 11"                      |              | Франция                                                                              |
| FBA 16     | одномоторная летающая лодка-биплан                     | 1                     |                                                 |              |                                                                                      |
| FBA 17     | одномоторная двухместная учебная летающая лодка-биплан | 348                   | Выпускалась в США по лицензии под маркой Viking | 1923         | Франция, Польша, Германия (трофейные польские), США, Бразилия                        |
| FBA 19     | одномоторная двухместная летающая лодка-амфибия        | 9                     | Также был построен 3-местный прототип "19 HMT3" | 1924         | Франция, Китай                                                                       |
| FBA 21     | Одномоторный транспортный биплан-амфибия               | 7                     | 4-местная гражданская модификация "Type 19"     | 1925         |                                                                                      |
| FBA 171    | Модификация "Type 17" для запуска с катапульты         | 1                     |                                                 |              |                                                                                      |
| FBA 172    | Модификация "Type 17" для запуска с катапульты         | 7                     |                                                 | 1932         |                                                                                      |
| FBA 270    | одномоторная двухместная летающая лодка-биплан         | 1                     |                                                 | 1929         | Франция                                                                              |
| FBA 271    | одномоторная двухместная амфибия                       | 2                     |                                                 | 1930         |                                                                                      |
| FBA 290    | Прототип 4-местного одномоторного биплана-амфибии      | 1                     |                                                 | 1931         | Франция                                                                              |
| FBA 291    | Модификация прототипа амфибии "type 290"               | 1                     |                                                 |              |                                                                                      |
| FBA 293    | Модификация "type 291" - 4-местная связная амфибия     | 6                     |                                                 |              | Франция                                                                              |
| FBA 294    | Модификация "type 293" - 4-местная связная амфибия     | 2                     |                                                 |              | Франция                                                                              |
| FBA 310    | Многоцелевой моноплан-амфибия                          | 9                     | Единственный моноплан компании                  | 1930         |                                                                                      |